# Most Narutowicza w Rzeszowie
Most Narutowicza w Rzeszowie − most przez rzekę Wisłok w Rzeszowie, łączący ulicę Naruszewicza oraz ulicę Wierzbową.

## Historia
Most Narutowicza, wybudowany w miejscu dawnej przeprawy promowej, pierwotnie był kładką przeznaczoną dla pieszych, jednak po drobnych przeróbkach jakie miały miejsce w latach 90. XX wieku, odbywał się tam jednokierunkowy ruch samochodów. W nowym stuleciu na moście tym zamontowano sygnalizację świetlną, umożliwiając tym samym wahadłowo ruch samochodów w obie strony. W latach 2013–2014 przeprowadzony został generalny remont mostu, w wyniku którego usunięto sygnalizację świetlną, bowiem obecnie na moście znajdują się dwa pasy jezdni i dwa chodniki (po obu stronach jezdni).